# Noel Freeman
Noel Frederick Freeman (ur. 24 grudnia 1938 w Preston) – australijski lekkoatleta specjalizujący się w chodzie sportowym.
Zdobył srebrny medal w chodzie na 20 kilometrów na igrzyskach olimpijskich w 1960 w Rzymie, przegrywając jedynie z Wołodymyrem Hołubnyczym ze Związku Radzieckiego, a wyprzedzając Stana Vickersa z Wielkiej Brytanii. Startował na tych igrzyskach również  w chodzie na 50 kilometrów, lecz został zdyskwalifikowany. Na igrzyskach olimpijskich w 1964 w Tokio zajął 4. miejsce w chodzie na 20 kilometrów.
Zwyciężył w chodzie na 20 mil na igrzyskach Brytyjskiej Wspólnoty Narodów w 1970 w Edynburgu przed innym Australijczykiem Bobem Gardinerem i Billem Sutherlandem ze Szkocji.
Był wielokrotnym mistrzem Australii w chodzie na różnych dystansach.